# Franklin Anzite
Franklin Clovis Anzité (Bangui, República Centroafricana, 2 de noviembre de 1985) es futbolista centroafricano, naturalizado francés. Juega de volante y su actual equipo es el Selangor United FC de la Premier League de Malasia.

## Clubes
| Club                     | País       | Año       |
| ------------------------ | ---------- | --------- |
| AC Ajaccio               | Francia    | 2005-2007 |
| Swindon Town             | Inglaterra | 2007      |
| Weymouth FC              | Inglaterra | 2008      |
| FC Libourne-Saint-Seurin | Francia    | 2008-     |